# Municipio de Menno (Pensilvania)
El municipio de Menno  (en inglés: Menno Township) es un municipio ubicado en el condado de Mifflin en el estado estadounidense de Pensilvania. En el año 2000 tenía una población de 1.259 habitantes y una densidad poblacional de 14.8 personas por km².

## Geografía
El municipio de Menno se encuentra ubicado en las coordenadas 40°34′00″N 77°46′59″O / 40.56667, -77.78306.

## Demografía
Según la Oficina del Censo en 2000 los ingresos medios por hogar en la localidad eran de $31,453 y los ingresos medios por familia eran $34,141. Los hombres tenían unos ingresos medios de $28,125 frente a los $17,500 para las mujeres. La renta per cápita para la localidad era de $10,303. Alrededor del 23,6% de la población estaban por debajo del umbral de pobreza.